# All the Way Up
"All The Way Up" é o single de estreia da cantora e compositora Emily Osment para o seu primeiro extended play All the Right Wrongs.

## Informações
A canção foi lançada como primeiro single do seu extended play de estreia, All The Right Wrongs, em 14 de agosto de 2009, apenas nos Estados Unidos e no Canadá.

## Faixas
| Download digital |                               |                                                       |         |  |
| N.º              | Título                        | Compositor(es)                                        | Duração |  |
| 1.               | "All the Way Up"              | Emily Osment, Anthony Fagenson, James Maxwell Collins | 3:12    |  |
| 2.               | "All the Way Up" (Radio Edit) | Emily Osment, Anthony Fagenson, James Maxwell Collins | 3:10    |  |

## Videoclipe
Foi dirigido por Brett Ratner. No videoclipe, Osment canta a música "All The Way Up" com sua banda em um apartamento e, ao mesmo tempo, são apresentadas diferentes pessoas em diversas situações. No final do video, o apartamento de Osment está desmoronando, mas antes que isso aconteça, ele termina.

## Paradas
| Parada (2009)                            | Melhor posição |
| ---------------------------------------- | -------------- |
| Austrália — ARIA Charts (Top Hitseekers) | 10             |
| Canadá — Canadian Hot 100                | 76             |
| Coreia do Sul — Gaon Chart               | 156            |